# Sorana Cîrsteaová
Sorana Mihaela Cîrsteaová (nepřechýleně Cîrstea, * 7. dubna 1990 Bukurešť) je rumunská profesionální tenistka. Ve své dosavadní kariéře na okruhu WTA Tour vyhrála dva singlové a šest deblových turnajů. V sérii WTA 125 vybojovala jednu trofej ve dvouhře. V rámci okruhu ITF získala devět titulů ve dvouhře a devět ve čtyřhře.
Na žebříčku WTA byla ve dvouhře nejvýše klasifikována v srpnu 2013 na 21. místě a ve čtyřhře pak v březnu 2009 na 35. místě. Trénuje ji Španěl Albert Costa. Dříve tuto roli plnili Maarten Meijs či  Thomas Johansson. Připravuje se v Tenisové akademii Kim Clijstersové
V rumunském týmu Billie Jean King Cupu debutovala v roce 2006 základním blokem 1. skupiny zóny Evropy a Afriky proti Švédsku, v němž prohrála s Mihaelou Buzărnescuovou čtyřhru. Švédky zvítězily 2:1 na zápasy. Do dubna 2025 v soutěži nastoupila k devatenácti mezistátním utkáním s bilancí 11–6 ve dvouhře a 5–7 ve čtyřhře.
Rumunsko reprezentovala na Letních olympijských hrách 2008 v Pekingu, kde v ženské dvouhře vypadla v úvodním kole s Izraelkou Šachar Pe'erovou. Zúčastnila se také londýnských Her XXX. olympiády, na nichž v prvním kole dvouhry podlehla Italce Flavii Pennettaové. Spolu se Simonou Halepovou nestačily v první fázi ženské čtyřhry na pozdější zlaté medailistky Serenu a Venus Williamsovy.

## Tenisová kariéra
Na okruhu WTA Tour debutovala srpnovým Nordea Nordic Light Open 2006 ve Stockholmu, kde v závěrečném kvalifikačním kole porazila Agnieszku Radwańskou. Na úvod dvouhry pak podlehla Estonce Kaie Kanepiové. Do premiérového finále postoupila v dubnu 2007 na budapešťském turnaji. Jednalo se o její vůbec první vyhrané zápasy na túře WTA. Přes Karin Knappovou prošla do finále, v němž podlehla Argentince Gisele Dulkové, ačkoli získala úvodní set. Titul získala na Tashkent Open 2008 po rozhodujícím vítězství nad Němkou Sabinou Lisickou.

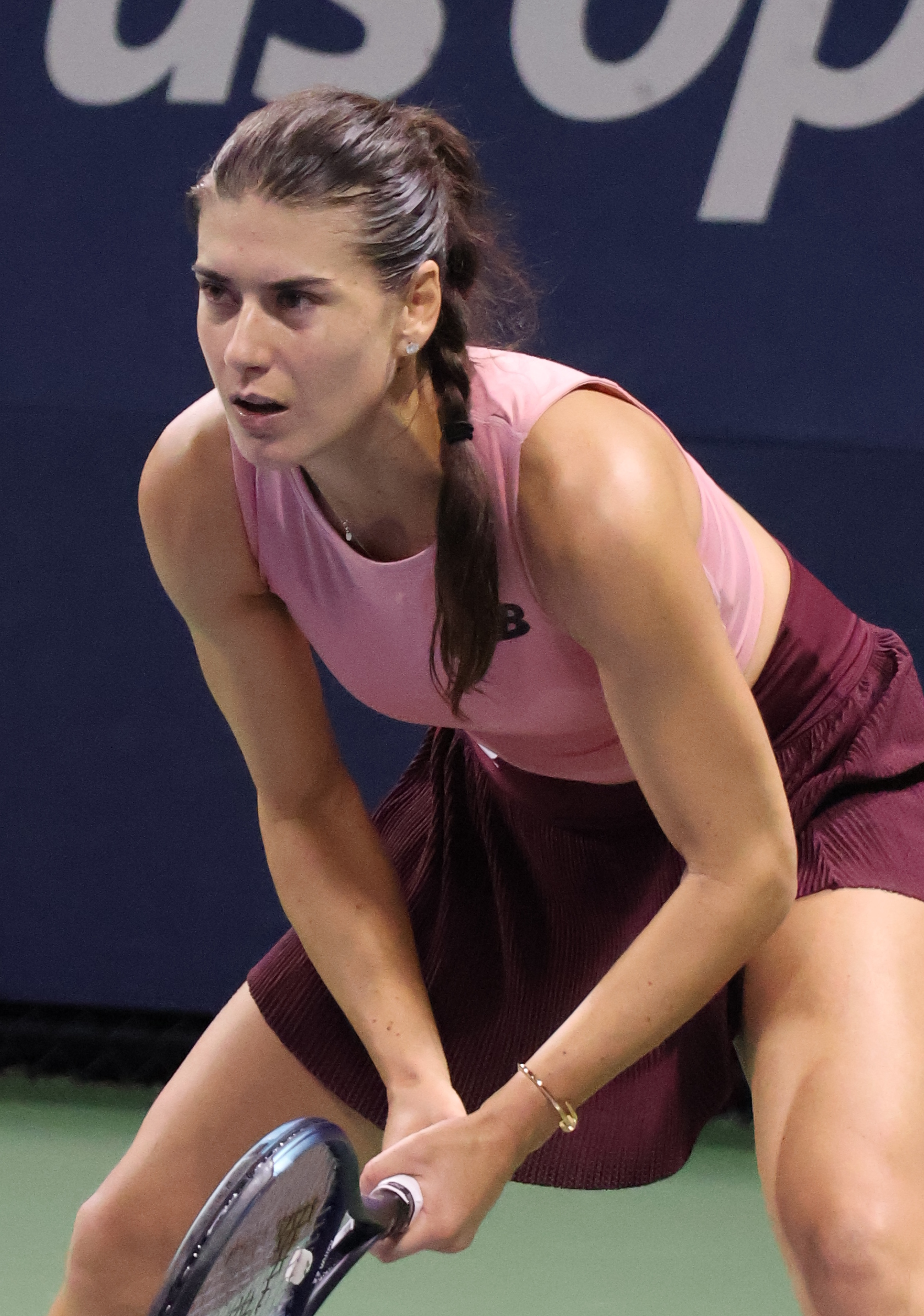
Příjem na US Open 2023

Debut v hlavní soutěži nejvyšší grandslamové kategorie přišel v ženském singlu Australian Open 2008. V úvodním kole však nenašla recept na Srbku Anu Ivanovićovou.
Hráčku elitní světové desítky poprvé porazila během 1. skupiny euroafrické zóny Fed Cupu 2008 v Budapešti, kde zdolala srbskou čtvrtou hráčku žebříčku Jelenu Jankovićovou. Podruhé ji vyřadila v osmifinále French Open 2009, kdy Srbce patřila pátá příčka. Postup mezi posledních osm tenistek se stal osobním maximem Rumunky na grandslamu.
Finále si zahrála na torontském Rogers Cupu 2013 z kategorie Premier 5. Ve čtvrtfinále přešla přes světovou sedmičku Petru Kvitovou a poté vyřadila i čtvrtou nasazenou Číňanku Li Na. V boji o titul uhrála jen dva gamy na americkou světovou jedničku Serenu Williamsovou. V rámci kategorie Premier Mandatory zaznamenala čtvrtfinálové účasti na Mutua Madrid Open 2016 a 2017, rovněž jako na pekingském China Open 2017.

## Finále na okruhu WTA Tour
| Legenda                                                          |
| ---------------------------------------------------------------- |
| D – dvouhra; Č – čtyřhra                                         |
| Grand Slam (0)                                                   |
| Turnaj mistryň (0)                                               |
| Tier I / Premier Mandatory & Premier 5 / WTA 1000 (0–1 D; 1–0 Č) |
| Tier II / Premier / WTA 500 (0–1 Č)                              |
| Tier III, IV & V / International / WTA 250 (2–3 D, 5–4 Č)        |

### Dvouhra: 6 (2–4)
| Stav       | č. | datum           | turnaj              | kategorie     | povrch | soupeřka ve finále     | výsledek           |
| ---------- | -- | --------------- | ------------------- | ------------- | ------ | ---------------------- | ------------------ |
| Finalistka | 1. | 29. dubna 2007  | Budapešť, Maďarsko  | Tier III      | antuka | Gisela Dulková         | 7–6(7–2), 2–6, 2–6 |
| Vítězka    | 1. | 5. října 2008   | Taškent, Uzbekistán | Tier IV       | tvrdý  | Sabine Lisická         | 2–6, 6–4, 7–6(7–4) |
| Finalistka | 2. | 11. srpna 2013  | Toronto, Kanada     | Premier 5     | tvrdý  | Serena Williamsová     | 2–6, 0–6           |
| Finalistka | 3. | 28. září 2019   | Taškent, Uzbekistán | International | tvrdý  | Alison Van Uytvancková | 2–6, 6–4, 4–6      |
| Vítězka    | 2. | 25. dubna 2021  | Istanbul, Turecko   | WTA 250       | antuka | Elise Mertensová       | 6–1, 7–6(7–3)      |
| Finalistka | 4. | 29. května 2021 | Štrasburk, Francie  | WTA 250       | antuka | Barbora Krejčíková     | 3–6, 3–6           |

### Čtyřhra: 11 (6–5)
| Stav       | č. | datum             | turnaj                   | kategorie     | povrch    | spoluhráčka                | soupeřky ve finále                                       | výsledek                 |
| ---------- | -- | ----------------- | ------------------------ | ------------- | --------- | -------------------------- | -------------------------------------------------------- | ------------------------ |
| Vítězka    | 1. | 4. května 2008    | Fès, Maroko              | Tier IV       | antuka    | Anastasija Pavljučenkovová | Alisa Klejbanovová Jekatěrina Makarovová                 | 6–2, 6–2                 |
| Finalistka | 1. | 23. srpna 2008    | New Haven, Spojené státy | Tier II       | tvrdý     | Monica Niculescuová        | Květa Peschkeová Lisa Raymondová                         | 6–4, 5–7, [7–10]         |
| Vítězka    | 2. | 26. října 2008    | Lucemburk, Lucembursko   | Tier III      | tvrdý (h) | Marina Erakovicová         | Věra Duševinová Maria Korytcevová                        | 2–6, 6–3, [10–8]         |
| Finalistka | 2. | 19. dubna 2009    | Barcelona, Španělsko     | International | antuka    | Andreja Klepačová          | Nuria Llagostera Vivesová María José Martínez Sánchezová | 6–3, 2–6, [8–10]         |
| Finalistka | 3. | 2. května 2009    | Fès, Maroko              | International | antuka    | Maria Kirilenková          | Alisa Klejbanovová Jekatěrina Makarovová                 | 3–6, 6–2, [8–10]         |
| Vítězka    | 3. | 8. května 2010    | Estoril, Portugalsko     | International | antuka    | Anabel Medina Garriguesová | Vitalija Ďjačenková Aurélie Védyová                      | 6–1, 7–5                 |
| Finalistka | 4. | 11. července 2010 | Budapešť, Maďarsko       | International | antuka    | Anabel Medina Garriguesová | Timea Bacsinszká Tathiana Garbinová                      | 3–6, 3–6                 |
| Vítězka    | 4. | 27. srpna 2011    | Dallas, Spojené státy    | International | tvrdý     | Alberta Briantiová         | Alizé Cornetová Pauline Parmentierová                    | 7–5, 6–3                 |
| Finalistka | 5. | 12. října 2014    | Tchien-ťin, Čína         | International | tvrdý     | Andreja Klepačová          | Alla Kudrjavcevová Anastasia Rodionovová                 | 7–6(6–8), 2–6, [8–10]    |
| Vítězka    | 5. | 14. dubna 2019    | Lugano, Švýcarsko        | International | tvrdý     | Andreea Mituová            | Veronika Kuděrmetovová Galina Voskobojevová              | 1–6, 6–2, [10–8]         |
| Vítězka    | 6. | 4. května 2025    | Madrid, Španělsko        | WTA 1000      | antuka    | Anna Kalinská              | Veronika Kuděrmetovová Elise Mertensová                  | 6–7(10–12), 6–2, [12–10] |

## Finále série WTA 125

### Dvouhra: 1 (1–0)
| Legenda       |
| ------------- |
| WTA 125 (1–0) |

| Stav    | č. | datum       | turnaj          | povrch | soupeřka ve finále   | výsledek           |
| ------- | -- | ----------- | --------------- | ------ | -------------------- | ------------------ |
| Vítězka | 1. | květen 2023 | Reus, Španělsko | antuka | Elizabeth Mandliková | 6–1, 4–6, 7–6(7–1) |

## Postavení na konečném žebříčku WTA

### Dvouhra
| Rok    | 2004 | 2005   | 2006   | 2007   | 2008  | 2009  | 2010  | 2011  | 2012  | 2013  | 2014  | 2015   | 2016  | 2017  | 2018  | 2019  | 2020  | 2021  | 2022  | 2023  | 2024  |
| Pořadí | 893. | ▲ 711. | ▲ 348. | ▲ 106. | ▲ 37. | ▼ 46. | ▼ 95. | ▲ 60. | ▲ 27. | ▲ 22. | ▼ 93. | ▼ 244. | ▲ 80. | ▲ 37. | ▼ 86. | ▲ 72. | ▼ 86. | ▲ 38. | ▬ 38. | ▲ 26. | ▼ 70. |

### Čtyřhra
| Rok    | 2004 | 2005   | 2006   | 2007   | 2008  | 2009  | 2010  | 2011  | 2012   | 2013   | 2014   | 2015   | 2016 | 2017 | 2018  | 2019   | 2020   | 2021 | 2022 | 2023    | 2024    |
| Pořadí | 659. | ▲ 639. | ▲ 292. | ▲ 200. | ▲ 46. | ▼ 50. | ▼ 87. | ▲ 69. | ▼ 226. | ▼ 316. | ▲ 136. | ▼ 472. | —    | 254. | ▲ 95. | ▼ 144. | ▼ 207. | —    | 532. | ▼ 1357. | ▲ 1191. |